# Anstaltskirche Krankenhaus Johannstadt

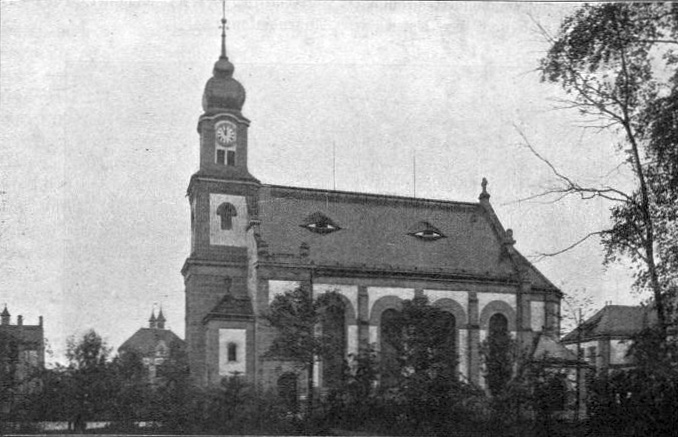
Anstaltskirche Krankenhaus Johannstadt

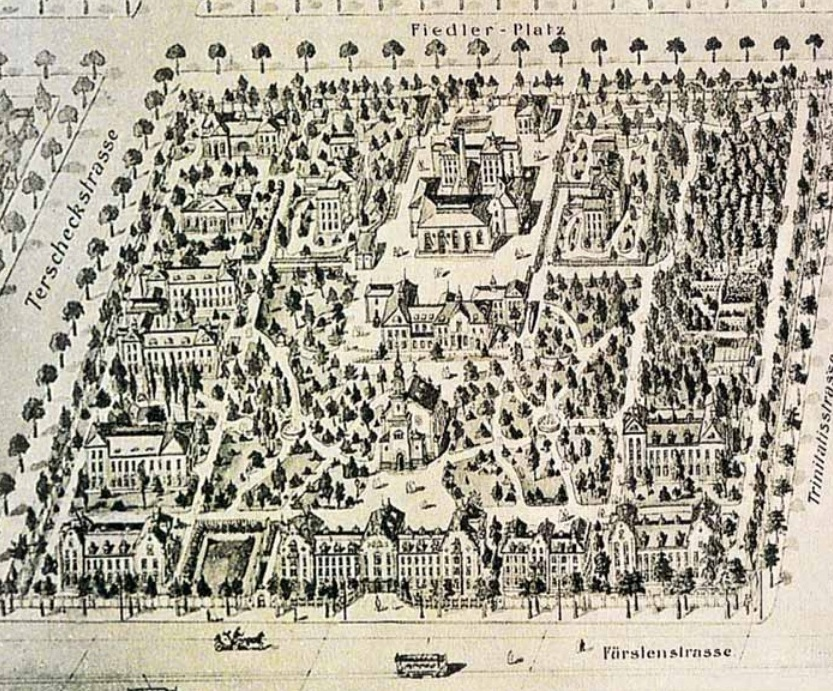
Plan des Stadtkrankenhauses Johannstadt und der Kirche um 1910

Die Anstaltskirche Krankenhaus Johannstadt, auch als Krankenhauskapelle Johannstadt bezeichnet, war die Kirche des Stadtkrankenhauses Johannstadt in der sächsischen Landeshauptstadt Dresden. Die Kirche wurde während der Luftangriffe auf Dresden 1945 schwer beschädigt und 1950 abgetragen.
Seit dem 2. Dezember 2001 gibt es am selben Ort ein ökumenisches Seelsorgezentrum.

## Geschichte

### Krankenhauskirche
Zeitgleich mit dem Stadtkrankenhaus Johannstadt wurde ab etwa 1898 die Anstaltskirche errichtet, die zur Eröffnung des Krankenhauses am 2. Dezember 1901 durch Superintendent Franz Dibelius geweiht wurde. Der Architekt der Kirche war, ebenso wie des Stadtkrankenhauses, Edmund Bräter (1855–1925). Das Gebäude wurde im Stil der Neuromanik errichtet. Reliefs und Verzierungen an den Außenseiten der Kirche schuf der Bildhauer Otto Schilling. Der Kirchturm war circa 31 Meter hoch und mit einer Uhr mit vier Zifferblättern sowie zwei Glocken aus Bronze ausgestattet.
Das Innere der Kirche war überwiegend im Jugendstil gestaltet. Die Buntglasfenster mit biblischen Motiven schuf der Historienmaler Eugen Louis Otto. Das Kirchengestühl, die Kanzel, die Emporen und die Decke waren aus Kiefernholz gefertigt. Von Jehmlich Orgelbau Dresden stammte die Orgel, diese hatte zwei Manuale, 12 Register und 810 Orgelpfeifen. Der Altar bestand aus Sandstein und zeigte das Relief Christus am Ölberg. Die Kirche bot über 300 Sitzplätze sowie einige Stellplätze für Patientenbetten.

### Zeit des Nationalsozialismus
Nach der Machtergreifung der Nationalsozialisten entstanden Pläne zum Umbau des Johannstädter Stadtkrankenhauses zu einem Biologischen Krankenhaus. Die Anstaltskirche und einige Wirtschaftsgebäude sollten abgerissen werden, an ihrer Stelle sollte der zentrale freie Platz des neuen Krankenhauses entstehen. Mit dem Ausbruch des Zweiten Weltkriegs verschwanden die Pläne zur Umstrukturierung der Anstalt. Bei den Luftangriffen auf Dresden am 13. und 14. Februar 1945 wurde die Kirche schwer getroffen und brannte bis auf die steinernen Mauern vollständig aus.

### Nachkriegszeit
Trotz der noch relativ intakten Wände von Kirche und Kirchturm beschloss die Leitung des Krankenhauses 1946 den Abriss der Ruine, da der Bau als kunstgeschichtlich nicht wertvoll eingestuft wurde. Für einige Jahre dienten die Mauern noch als Kohlenlager. Der Abriss erfolgte im Frühling 1950, an der Stelle der Kirche entstand eine Grünfläche.
In den 1950er Jahren wurde am ehemaligen Standort der Kirche eine Tafel aufgestellt, die Aufschrift lautet: „Auf diesem Boden stand die Anstaltskirche, welche von Anglo-Amerikan. Bomben am 13. Februar 45 zerstört wurde“.

## Ökumenisches Seelsorgezentrum

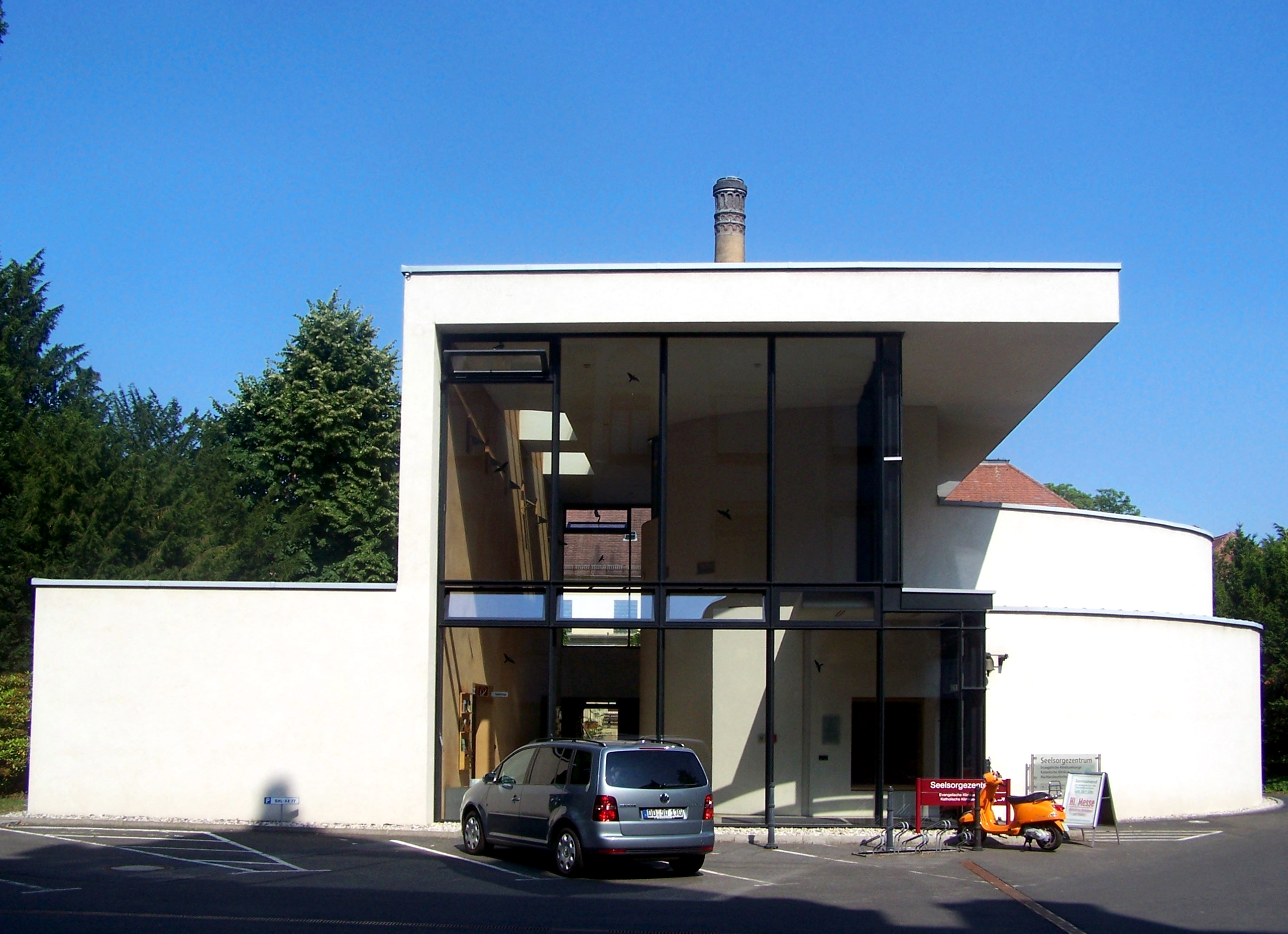
Das neue Seelsorgezentrum

Am 5. Dezember 2000 wurde am früheren Standort der Anstaltskirche der Grundstein für ein neues Seelsorgezentrum für das Universitätsklinikum Carl Gustav Carus gelegt. Der Neubau wurde von den Architekten Johannes Kister, Reinhard Scheithauer und Susanne Gross konzipiert, die Weihe erfolgte am 2. Dezember 2001, genau 100 Jahre nach der Weihe der Anstaltskirche. Beim Bau des neuen ökumenischen Zentrums wurden Trümmer der ehemaligen Kirche gefunden, diese werden in einem kleinen Park am Neubau ausgestellt.

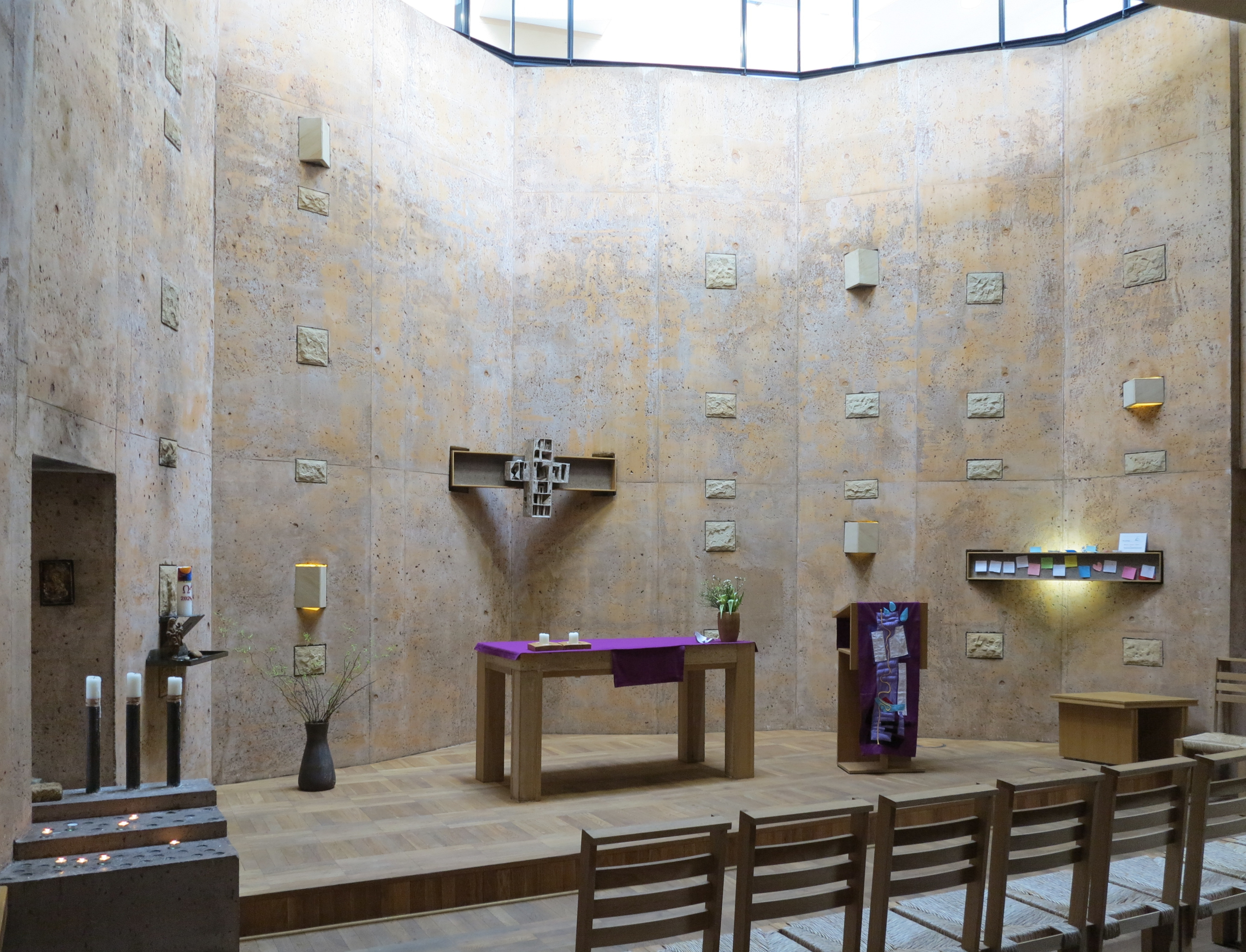
Blick in den Kirchenraum